# Dark Secrets
Dark Secrets er en amerikansk stumfilm fra 1923 af Victor Fleming.

## Medvirkende
- Dorothy Dalton som Ruth Rutherford
- Robert Ellis som Lord Wallington
- José Ruben som Dr. Mohammed Ali
- Ellen Cassidy som Mildred Rice
- Pat Hartigan som Biskra
- Warren Cook som Dr. Case
- Julia Swayne Gordon som Mrs. Rutherford